# Var 83
Var 83(i VHK-undersökningen) är en ensam stjärna i Triangelgalaxen belägen i mellersta delen av stjärnbilden Triangeln. Den beräknas befinna sig på ett avstånd av ca 3 000 000 ljusår (ca 900 000 parsec) från solen.

## Observation
Med dess bolometriska ljusstyrka på minst 2 240 000 gånger solens (4 500 000 enligt vissa uppskattningar) beskrevs Var 83 som "den ljusaste instabila stjärnan i M33" och är en av de mest ljusstarka stjärnorna som är kända. 
Ljusstyrkan varierar långsamt och oförutsägbart över ett visuellt område på 1-2 magnitud och kan förbli ungefär konstant i många år. Dessa variationer, i kombination med stjärnans höga ljusstyrka och temperatur, gjorde att den grupperades med Hubble-Sandage-variablerna redan innan termen "Lysande blå variabel" var mer än en enkel beskrivning. Trots bred enighet om att den är en LBV, har den ännu inte observerats i utbrott, även om temperaturen har observerats förändras i takt med ljusstyrkans variationer.
Temperaturuppskattningar för stjärnan sträcker sig från cirka 18 000 K till långt över 30 000 K. De varmare temperaturerna som hittas från att passa den spektrala energifördelningen (SED) överensstämmer med den beräknade ljusstyrkan för en LBV i det vilande stadiet, men dess spektrum motsvarar en kallare stjärna.

## Egenskaper
Var 83 är en lysande blå variabel. Den har en massa av ca 60 solmassor, en radie av ca 150 solradier och har en effektiv temperatur av ca 18 000 - 30 000 K.